# Rauenzell
Rauenzell ist ein Gemeindeteil der Stadt Herrieden im Landkreis Ansbach (Mittelfranken, Bayern). Die Gemarkung Rauenzell hat eine Fläche von 12,574 km². Sie ist in 1269 Flurstücke aufgeteilt, die eine durchschnittliche Fläche von 9908,57 m² haben. In ihr liegen neben dem namensgebenden Ort die Gemeindeteile  Rös und Velden und die Kugelmühle, Rösmühle, Schreinermühle.

## Geografie
Durch das Pfarrdorf fließt der Rösgraben, ein rechter Zufluss des Schreinermühlbachs, der wiederum ein linker Zufluss der Altmühl ist. Im Westen grenzt der Steinbachforst an, 0,75 km nordwestlich liegt das Röther Holz. Im Süden liegt das Flurgebiet Am Judenweg, 0,75 km südwestlich liegt der Schulberg (429 m ü. NHN). 1 km westlich bei dem Tieffeld gibt es einen Modellflugplatz.

## Geschichte
Aus dem Grundwort des Ortsnamens „-zell“ kann geschlossen werden, dass der Ort von einem Kloster gegründet wurde. In Frage kommt hierfür das Herriedener Benediktinerkloster St. Vitus. Da das Kloster nur von 797 bis 888 bestand, muss der Ort in diesem Zeitraum gegründet worden sein. Das Bestimmungswort des Ortsnamens „Rauh“ verweist auf die Herstellung von Rauhwaren.
Im Geographischen statistisch-topographischen Lexikon von Franken (1801) wird der Ort folgendermaßen beschrieben:
Von 1797 bis 1808 unterstand der Ort dem Justiz- und Kammeramt Ansbach.
Im Jahre 1806 kam Rauenzell an das Königreich Bayern. Im Rahmen des Gemeindeedikts wurde 1808 der Steuerdistrikt Rauenzell gebildet, zu dem Höfstetten, Hohenberg, Kugelmühle, Leutenbuch, Rös, Rösmühle, Roth, Schreinermühle, Seebronn und Velden gehörten. Wenig später entstand die Ruralgemeinde Rauenzell, die deckungsgleich mit dem Steuerdistrikt war. Sie war in Verwaltung und Gerichtsbarkeit dem Landgericht Herrieden zugeordnet und in der Finanzverwaltung dem Rentamt Herrieden (1919 in Finanzamt Herrieden umbenannt, seit 1929 Finanzamt Ansbach). Der Ort hatte ursprünglich ein Marktrecht. Mit dem Zweiten Gemeindeedikt (1818) wurden zwei Ruralgemeinden gebildet:
- Hohenberg mit Höfstetten, Leutenbuch, Roth und Seebronn;
- Rauenzell mit Kugelmühle, Rös, Rösmühle, Schreinermühle und Velden.

Ab 1862 gehörte Rauenzell zum Bezirksamt Feuchtwangen (1939 in Landkreis Feuchtwangen umbenannt). Die Gerichtsbarkeit blieb bis beim Landgericht Herrieden (1879 in das Amtsgericht Herrieden umgewandelt), seit 1931 ist das Amtsgericht Ansbach zuständig. Die Gemeinde hatte 1964 eine Gebietsfläche von 7,158 km². Am 1. Juli 1971 wurde sie im Zuge der Gebietsreform in Bayern nach Herrieden eingemeindet.
In der Nähe des Ortes stehen die Reste der ehemaligen Wallfahrtskirche St. Salvator. In Rauenzell gibt es die katholische Pfarrei Mariä Heimsuchung mit Kirche, Friedhof und Kindergarten.

### Bau- und Bodendenkmäler
In Rauenzell gibt es 13 Baudenkmäler:
- Am Judenweg; Veldener Straße: Bildstock, historisierend, 1923; am Ortsausgang Richtung Velden.
- Am Schutz 32: Ausleger mit Wirtshausschild, wohl späteres 18. Jahrhundert
- Bodenwiesen; St 2249: Wegkreuz, gusseisernes Kruzifix mit Marienfigur auf Sandsteinsockel, um 1880/90; 500 Meter außerhalb an der Straße nach Herrieden
- Breitfeld: Bildstock, achtseitiger Pfeiler mit viergiebeligem Aufsatz, spätmittelalterlich, daneben freistehender Steinaltar, wohl gleichzeitig; am Fußweg nach Herrieden, etwa 900 m westlich außerhalb des Ortes
- Eisenfeld: Wegkreuz, gusseisernes Kruzifix auf Sandsteinsockel, zweite Hälfte 19. Jahrhundert, 1,4 Kilometer vor dem Ortsausgang in Richtung Rös
- Fuchsloch: Wegkreuz, gusseisernes Kruzifix auf Sandsteinsockel, spätes 19. Jahrhundert, 2 Kilometer vor dem Ortsausgang in Richtung Rös
- Nähe Veldener Straße: Wegkapelle, kleiner massiver Satteldachbau, Natursteinquader, mit Muttergottesfigur, bezeichnet 1848, am südlichen Ortsrand bei Veldener Straße 6
- Röser Straße 2: Relief Heilige Anna Selbdritt, im Giebel eingemauert, zweite Hälfte 16. Jahrhundert, von der abgegangenen Wallfahrtskirche.
- Steinbach-Trüdinger Forst: Bildstock, massiv, vorkragendes Giebelgehäuse mit Satteldachabschluss und Rundbogennischen, wohl spätmittelalterlich, im Steinbachwald, etwa 500 Meter südöstlich der Pfarrkirche
- Steinbach-Trüdinger Forst: Bildstock, spätmittelalterlich, vorkragendes Giebelgehäuse und Rundbogennischen; im Steinbachwald, etwa 1000 Meter südöstlich der Pfarrkirche
- Zum Steinbachwald 4: Bildstock, Steinpfeiler mit Blechkreuz, 18. Jahrhundert, an der Hauptstraße nördlich der Brücke
- Zum Steinbachwald 21: Katholische Friedhofskapelle St. Johann, quadratischer, außen achteckiger gewölbter Raum, 15. Jahrhundert, verändert im 17. und 18. Jahrhundert, langhausartiger Westvorbau 1950, mit Ausstattung
- Zum Steinbachwald 21: Friedhof, ummauerte ehemalige Wehranlage, Grabdenkmäler, 19./20. Jahrhundert Gusseisenkruzifixus, um 1900, bei der Kirche
- Zum Steinbachwald 21: Katholische Pfarrkirche Mariä Heimsuchung, einschiffiger flachgedeckter Bau mit eingezogenem Chor, 14./15. Jahrhundert, Westturm 1748, Verlängerung nach Osten 1821, Vorzeichen und Ölbergnische mit volkstümlichen Figuren, wohl 17. Jahrhundert nach Vorbild des 15. Jahrhunderts, mit Ausstattung; Gusseisenkruzifix, neben der Kirche, um 1900; katholische Friedhofskapelle St. Johann, quadratischer, außen achteckiger gewölbter Raum, 15. Jahrhundert, verändert im 17. und 18. Jahrhundert, langhausartiger Westvorbau 1950; Friedhofsummauerung, ehemalige Wehranlage, wohl spätmittelalterlich, Veränderungen 19./20. Jahrhundert
- Zum Steinbachwald 23: Pfarrscheune, Fachwerkbau, mit massivem Erdgeschoss, 18. Jahrhundert, im Inneren Bauteile und Balkenkonstruktion, 1616
- Zum Steinbachwald 23: Pfarrhaus, zweigeschossiges Gebäude mit Mansardwalmdach, nach Plänen von Anton Meyer, 1788; Scheune, eingeschossiger Bau mit Halbwalmdach, in Teilen Fachwerk, 18. Jahrhundert, im Inneren Bauteile und Balkenkonstruktion, 1616; erhaltene Teile der Einfriedung, gusseiserner Zaun und Steinpfeiler, um 1900

### Einwohnerentwicklung
Gemeinde Rauenzell
| Jahr      | 1818  | 1840   | 1852   | 1855   | 1861   | 1867   | 1871   | 1875   | 1880   | 1885   | 1890   | 1895   | 1900   | 1905   | 1910   | 1919   | 1925   | 1933   | 1939   | 1946   | 1950   | 1952   | 1961   | 1970   |
| Einwohner | 380   | 433    | 425    | 429    | 402    | 415    | 416    | 398    | 440    | 418    | 396    | 390    | 361    | 390    | 409    | 436    | 433    | 405    | 409    | 613    | 655    | 649    | 562    | 596    |
| Häuser    | 82    | 73     |        |        |        |        | 85     |        |        | 82     | 82     |        | 84     |        |        |        | 86     |        |        |        | 94     |        | 107    |        |
| Quelle    | [ 8 ] | [ 15 ] | [ 16 ] | [ 16 ] | [ 17 ] | [ 18 ] | [ 19 ] | [ 20 ] | [ 21 ] | [ 22 ] | [ 23 ] | [ 16 ] | [ 24 ] | [ 16 ] | [ 25 ] | [ 16 ] | [ 26 ] | [ 16 ] | [ 16 ] | [ 16 ] | [ 27 ] | [ 16 ] | [ 10 ] | [ 28 ] |

Ort Rauenzell
| Jahr      | 001818 | 001840 | 001861 | 001871 | 001885 | 001900 | 001925 | 001950 | 001961 | 001970 | 001987 |
| Einwohner | 258    | 267    | 267    | 274    | 253    | 228    | 286    | 446    | 393    | 429    | 588    |
| Häuser    | 53     | 42     |        |        | 50     | 52     | 57     | 63     | 72     |        | 63     |
| Quelle    | [ 8 ]  | [ 15 ] | [ 17 ] | [ 19 ] | [ 22 ] | [ 24 ] | [ 26 ] | [ 27 ] | [ 10 ] | [ 28 ] | [ 1 ]  |

## Religion
Der Ort ist römisch-katholisch geprägt und Sitz der Pfarrei Mariä Heimsuchung. Die Einwohner evangelisch-lutherischer Konfession waren ursprünglich nach Sommersdorf gepfarrt, seit Mitte des 20. Jahrhunderts ist die Pfarrei Christuskirche (Herrieden) zuständig.

## Verkehr
Die Staatsstraße 2249 führt nach Herrieden (3,5 km westlich) bzw. nach Burgoberbach (3,5 km östlich). Die Kreisstraße AN 55 führt nach Rös (2,5 km nördlich) bzw. nach Velden (1 km südlich). Bis in die 1970er Jahre hatte Rauenzell einen eigenen Bahnhof an der mittlerweile stillgelegten Bahnstrecke Leutershausen-Wiedersbach–Bechhofen.